# Фігуровський Микола Миколайович
Микола Миколайович Фігуровський (рос. Николай Николаевич Фигуровский; 7 грудня 1923, Чухлома, Костромська область, РРФСР — 14 червня 2003, Москва, Росія) — радянський кінорежисер, сценарист, педагог, актор. Заслужений діяч мистецтв Білоруської РСР (1964). Лауреат Державної премії Узбецької РСР імені Хамзи (1977) за сценарій фільму «Повість про двох солдатів» (у співавт. з У. Умарбековим).

## Біографічні відомості
Закінчив режисерський факультет Всесоюзного державного інституту кінематографії (1951, майстерня І. Савченка).
З 1953 р. — режиссёр на студії «Білорусьфільм» (кінокартини «Годинник зупинився опівночі» (1958), «Весняні грози» (1960) та ін.). Також поставив картину «Шляхами війни» (1958) на студії «Мосфільм».
Автор (та співавтор) сценаріїв більш ніж двадцяти п'яти фільмів, у тому числі — зоряних картин режисера Льва Куліджанова: «Коли дерева були великими» (1961; у 1962 році фільм брав участь в Основній програмі МКФ в Каннах) і «Злочин і кара» (1969, у співавт. з Л. Куліджановим), а також його стрічки «Рідний край» (1975). У 1977 році написав сценарій фільму «Рудін» (у співавт. з режисером-постановником К. Воїновим) — екранізації однойменного роману І. С. Тургенєва.
Автор сценаріїв українських фільмів: «П'ята тополя» (1964), «Ракети не повинні злетіти» (1964, у співавт. з П. Загребельним), «Десятий крок» (1967), «Бачу ціль» (1978, у співавт. з О. Кульчицьким).
Зіграв кілька епізодичних ролей у кіно.
Викладав сценарну майстерність у ВДІКу. Був членом Спілок письменників і кінематографістів Білорусі.
Пішов з життя 14 червня 2003 року в Москві, похований на Востряковському кладовищі.